# انتخابات ریاست‌جمهوری سوریه (۲۰۱۴)

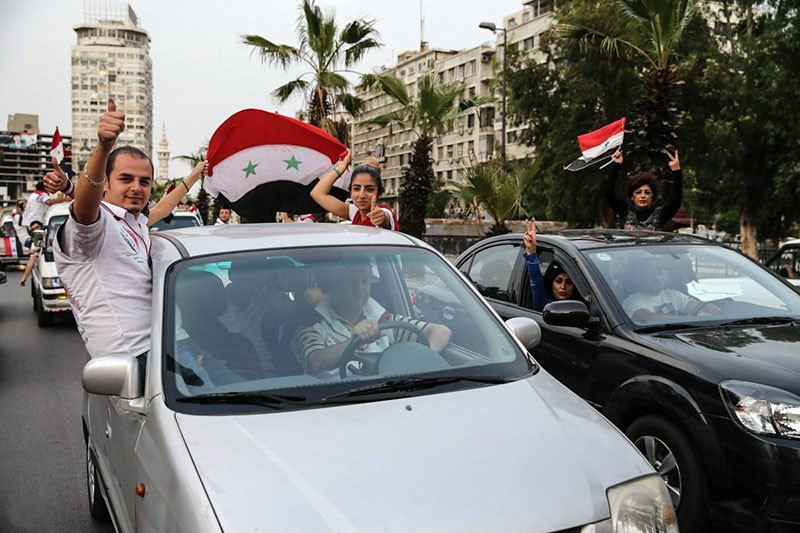
نخستین انتخابات ریاست‌جمهوری سوریه

انتخابات ریاست‌جمهوری سوریه (۲۰۱۴) در ۳ ژوئن ۲۰۱۴ در مناطق تحت کنترل ارتش سوریه، در این کشور برگزار شد. انتخابات سوریان مقیم خارج ۷ خرداد در برخی کشورها برگزار شد. برخی کشورهای مخالف بشار اسد از برگزاری انتخابات در کشورشان مانع شده بودند. در این انتخابات بشار اسد رییس‌جمهور سوریه سومین بار برای هفت سال دیگر رای آورد. تا پیش از این در سوریه برای رئیس‌جمهور، همه‌پرسی تأیید برگزار می‌گشت.

## پیشینه
پس از جنگ داخلی سوریه و اعتراضات مردمی با آغاز بهار عربی، مخالفان خواستار کناره‌گیری اسد بودند.
در همه‌پرسی قانون اساسی تازهٔ سوریه در سال ۱۳۹۰ قانون جدید با اصلاحاتی تصویب شد. بر اساس این قانون اساسی حزب‌های دیگر نیز آزادانه می‌توانند تشکیل شوند.
طبق قانون قبلی تنها حزب بعث حق فعالیت رسمی داشت (نظام تک‌حزبی) و در انتخابات‌های قبل نیز تنها همه‌پرسی تأیید رئیس‌جمهور برگزار می‌شد.

## شرایط نامزدی
طبق قانون تازهٔ انتخابات ریاست‌جمهوری در سوریه که اسفند ۱۳۹۲ به تصویب مجلس رسید، نامزدان انتخابات ریاست‌جمهوری سوریه باید این شرایط را داشته‌باشند:
- پیش از اعلام نامزدی دست‌کم ده سال در سوریه زیسته‌باشد. (طبق این بند طیفی از رهبران مخالفان که بیرون سوریه زندگی می‌کنند نمی‌توانند در انتخابات شرکت کنند)
- از ۲۵۰ نمایندهٔ مجلس سوریه ۳۵ تن از او حمایت کنند (با توجه به اینکه معارضان مسلح انتخابات مجلس را تحریم کرده‌بودند و در مجلس نماینده‌ای ندارند، احتمالاً طبق این بند امتیاز شرکت در انتخابات را از دست دادند [نیازمند منبع])
- ملیت سوری و تبعهٔ کشوری دیگر نبودن، پدر و مادر سوری، همسر سوری
- بهره‌مندی از حقوق سیاسی و مدنی، نداشتن محکومیت‌های جنایی

طبق این قانون همهٔ حزب‌ها می‌توانند در انتخابات شرکت کنند.
اسد قول داده که در انتخابات ریاست جمهوری سال ۲۰۲۱ شرکت نخواهد کرد.

### نامزدان ردصلاحیت‌شده
- سوسن عمر حداد
- سمیر احمد معلا
- محمد فراس یاسین رجوح
- عبدالسلام یوسف سلامت
- عزه محمد وجیه حلاق
- محمد ونوس
- طلیع صالح ناصر
- سمیح میخائیل موسی
- محمود خلیل حلبونی
- محمد حسن کنعان
- خالد عبده کریدی
- بشیر محمد بلح
- احمد حسون
- ایمن عیسی علم بن شمدین
- زیاد عدنان حکواتی
- احمد علی قصیعه
- محمود نصر محمود
- علی حسن حسن
- احمد ضبه
- ناجی موسی
- حسین محمد تیجان[۴]

## نامزدان
از میان ۲۴ نامزد ثبت‌نام کرده برای انتخابات سه نفر صلاحیتشان را دادگاه قانون اساسی سوریه تأیید کرد.

### بشار حافظ اسد
بشار اسد رییس‌جمهور کنونی سوریه که اعلام کرده‌بود در انتخابات سال ۹۳ نامزد خواهد شد، در انتخابات ثبت‌نام کرد. وی نامزد حزب بعث است.
ستاد انتخاباتی بشار اسد شعار تبلیغاتی وی را "سوا" (همه با هم) تعیین کرده‌است. البته اسد قول داده که در انتخابات ریاست جمهوری سال ۲۰۲۱ شرکت نخواهد کرد.
وی ۵۵ ساله و علوی مذهب است.

### ماهر عبدالحفیظ حجار
ماهر عبدالحفیظ حجار دبیرکل حزب ارادهٔ ملی و نمایندهٔ مردم حلب در مجلس سوریه از فهرست جبههٔ مردمی برای تغییر و آزادی -که در انتخابات مجلس گذشته با فهرست حزب بعث رقابت می‌کرد- در انتخابات سوریه نام‌نویسی کرده‌است. وی پیشتر عضو حزب کمونیست سوریه بوده‌است که از آنان جدا شد بعدتر با برخی رهبران حزب کمونیست کمیتهٔ ملی وحدت کمونیست‌های سوری را پایه‌گذاری کرد که در سال ۲۰۱۱ میلادی به «حزب ارادهٔ ملی» تغییر نام داد.
وی سنی مذهب است.

### حسان عبدالله نوری
حسان عبدالله نوری رئیس دانشکدهٔ فنی و حرفه‌ای خاورمیانه و مرکز مطالعات بازاریابی و اداری MMC و مدیر مرکز مطالعات مشاورهٔ توسعهٔ اداری و افزایش توانمندی‌ها معروف به MDCCB ژنو نیز نام‌نویسی کرده‌است. او مشاور بین‌المللی مرکز مشاوران بین‌المللی آمریکا است و وزیر مشاور در امور رشد و توسعهٔ اداری و نیروی کار و پارلمان است. وی نمایندهٔ مجلس سوریه در دورهٔ نهم و دبیرکل اتاق صنایع دمشق بود.
نوری شیعه است.

## برگزاری
البته احتمال عقب افتادن انتخابات تا سقف سال ۲۰۱۶ میلادی نیز مطرح شده‌بود که چنین نشد.
عمران طبق اعلام زعبی وزیر اطلاع‌رسانی سوریه تلویزیون رسمی سوریه تبلیغات نامزدان را پوشش داد.
نام‌نویسی نامزدان از ۱ اردیبهشت آغاز شد.
گفته شده‌بود. انتخابات تنها در بخش‌های تحت واپایش و تسلط ارتش سوریه برگزار شد، و در منطقه‌های تحت تسلط گروه‌های تروریستی مانند داعش و دیگر معارضان مسلح برگزار نشد، از جمله رقه و بخش‌هایی از ریف دیرالزور و حلب. همچنین انتخابات در اردوگاه‌های پناهجویان سوری و سفارت‌های خارجی سوریه نیز برگزار نمی‌شود. و . از مجموع ۲۳ میلیون شهروند سوری در این منطقه‌ها حدود ۱۹میلیون و ۴۰۰هزار تن در مناطق تحت حاکمیت ارتش زندگی می‌کردند.
البته بعد اعلام شد که انتخابات سوریان مقیم خارج در ۷ خرداد در برخی کشورها برگزار می‌شود. برخی کشورهای مخالف بشار اسد از برگزاری انتخابات در کشورشان مانع شده‌اند، مانند فرانسه، آلمان، برخی کشورهای عرب.
به رغم نظارت نکردن ناظران بین‌المللی، همهٔ رسانه‌های منطقه‌ای و بین‌المللی می‌توانستند انتخابات را پوشش دهند و به منزلهٔ ناظران خواهند بودند.
انتخابات در خارج از کشور که در ۳۹ سفارتخانهٔ سوریه برگزار می‌شد، بسیار گسترده توصیف شده‌بود که به همین علت انتخابات ۵ ساعت تمدید گردید.. در لبنان به علت حضور بالای مردم انتخابات یک روز تمدید شد.
با اینکه نخست قرار نبود نظارت بین‌المللی بر انتخابات باشد، هیئت‌هایی از مجلس ایران به سرپرستی علاءالدین بروجردی، فیلیپین، بولیوی، ونزوئلا، تاجیکستان، زیمبابوه، اوگاندا ناظر انتخابات بودند. همچنین تعدادی از فعالان سیاسی آمریکایی با هزینهٔ شخصی برای نظارت بر انتخابات به سوریه رفتند.
انتخابات درون سوریه از ۷:۳۰ صبح آغاز گردید و با ۵ ساعت تمدید تا ۲۴ نیمه‌شب ادامه داشت. انتخابات به جز استان رقه در دیگر استان‌ها برگزار گشت.
برخی سوریان مقیم خارج که کشور میزبان اجازهٔ انتخابات در آن‌ها را نداده‌بود یا سفارت سوریه در آنجاها فعال نبود، از جمله کویت به کشورشان آمدند تا در انتخابات شرکت نمایند.

## نتیجه
از جمعیت ۲۵ میلیونی سوریه، حدود ۲۳ میلیون درون کشور زندگی می‌کنند که از این تعداد حدود ۱۹٫۴ میلیون نفر در بخش‌های تحت کنترل ارتش سوریه قرار دارند.
از این میان جمعیت بالای ۱۸ سال حق رای دارند که از ایشان و همچنین اتباع خارجی که بیرون سوریه‌اند ۱۵٬۸۴۵٬۵۷۵ نفر برای انتخابات نام‌نویسی کرده‌بودند.
| نامزد           | حزب             | رای        | درصد    |
| --------------- | --------------- | ---------- | ------- |
| بشار اسد        | حزب بعث         | ۱۰٬۳۱۹٬۷۲۳ | ۹۲٫۲۰٪  |
| حسان نوری       | ابتکار ملی      | ۵۰۰٬۲۷۹    | ۴٫۴۷٪   |
| ماهر حجار       | حزب ارادهٔ ملی   | ۳۷۲٬۳۰۱    | ۳٫۳۳٪   |
|                 |                 |            |         |
| رای‌های درست     | رای‌های درست     | ۱۱٬۱۹۲٬۳۰۴ | ۹۶٫۲۰٪  |
| رای‌های باطله    | رای‌های باطله    | ۴۴۲٬۱۰۸    | ۳٫۸۰٪   |
| مجموع کل رای‌ها  | مجموع کل رای‌ها  | ۱۱٬۶۳۴٬۴۱۲ | ۱۰۰٫۰۰٪ |
|                 |                 |            |         |
| مشارکت          | مشارکت          | ۱۱٬۶۳۴٬۴۱۲ | ۷۳٫۴۲٪  |
| رای‌ندادگان      | رای‌ندادگان      | ۴٬۲۱۱٬۱۶۳  | ۲۶٫۵۸٪  |
| واجدان نام‌نوشته | واجدان نام‌نوشته | ۱۵٬۸۴۵٬۵۷۵ | ۱۰۰٫۰۰٪ |
| منبع:           |                 |            |         |